# Teste calde
Teste calde (Le désir mène les hommes) è un film francese del 1958 diretto da Émile Roussel.

## Trama
In un albergo della provincia francese arrivano da Parigi tre "teste calde": Olivier Jourdans, svogliato studente di medicina e figlio di un industriale tessile; Norbert, ribelle e disoccupato; Nathalie, studentessa passionale e desiderosa di avventure. Sono venuti a chiedere al ricco padre di Olivier un prestito in denaro, ma il signor Jourdans rifiuta. In un impulso di collera, Norbert va subito ad affrontare l'industriale e gli rivolge parole ingiuriose. Nella colluttazione che ne scaturisce, quest'ultimo precipita dall'alto di una terrazza e muore, ma il caso viene archiviato come incidente e i tre giovani possono continuare la loro vita indisturbati. Sia Norbert che Olivier corteggiano Nathalie, ma lei sembra più interessata a Philippe, ex caporeparto della fabbrica di Mr. Jourdan che, in seguito alla disorganizzazione e alla crisi che si è creata nell'azienda dopo la morte del titolare, ha preferito licenziarsi. 
Philippe vorrebbe mettersi in proprio, ma per far partire il suo laboratorio occorre acquistare un nuovo telaio: per recuperare il denaro necessario Nathalie gli consiglia di mettersi nel contrabbando attraverso la frontiera belga. Intanto nello stabilimento tessile, Olivier, che ha ereditato l'azienda e prova a dirigerla allontanando gli amici, discute animatamente con Norbert. Nel rievocare le circostanze dell'incidente, quest'ultimo non può fare a meno di rivelare la verità. Alcuni dipendenti della fabbrica, nell'udire la sconcertante confessione, avvertono la polizia. Norbert, nonostante tenti di fuggire, viene fermato e arrestato. Anche Philippe sta per essere fermato dai doganieri e, per evitare l'arresto, butta in mare la merce di contrabbando perdendo tutto quello che aveva guadagnato. Decide di tornare all'azienda che aveva lasciato e a unirsi definitivamente a Nathalie.

## Produzione
Il film fu girato da maggio a luglio 1957. Le riprese furono effettuate a Calais e a Pas de Calais.